# Miha Dovžan (biatlonec)
Miha Dovžan, slovenski biatlonec, * 24. januar 1994, Jesenice.
Dovžan je za Slovenijo nastopil na zimskih olimpijskih igrah v letih 2018 v Pjongčangu in 2022 v Pekingu. Najboljšo uvrstitev je dosegel z desetim mestom v štafeti 4 × 7,5 km leta 2018. Petkrat je nastopil na svetovnih prvenstvih, najboljšo uvrstitev je dosegel s petima mestoma v štafeti v letih 2019 in 2020, posamično pa s 23. mestoma na posamični in zasledovalni tekmi leta 2021.